# يوما أوتشيدا
يوما أوتشيدا (内田雄馬 أوتشيدا يوما) هو مؤدي أصوات ياباني ولد في 21 سبتمبر 1992 في طوكيو.

## أدواره في الأنمي

### مسلسلات أنمي تلفزيونية
- كلاسروم كرايسس - ناغيسا كيريو
- جاندام بيلد فايترز تراي - يوما كوساكا
- بياض الثلج ذات الشعر الأحمر - كاي
- مدينة مدارس القتال أستريسك - إيشيرو يابوكي
- جبهة حاجز الدم - سونيك
- جبهة حاجز الدم & BEYOND - سونيك
- وورلد بريك السيف المقدس - كاميكيتشي مانّيندو
- أص الديناري - كوشو أوكومورا
- إندرايد - فيليكس
- ري لايف - كازوؤمي أوغا
- أعمال الريوؤو! - يايتشي كوزوريو
- طوكيو غول:re - غينشي شيرازو
- بنانا فيش - آش لينكس
- هاكيو هوشين إنغي - بوكيتشي
- عروس الساحر - شاناهان
- فتيان سانريو - سييتشيرو ميناموتو
- آيدولماستر سايد إم - كاورو ساكورابا
- نزل الآخرة - أكاتسوكي
- جوشينكي باندورا - غلين دينغ
- كاليغولا - شادو نايف
- غولدن كاموي - ياساكو إدوغاي
- كواليديا كود - كاسومي تشيغوسا
- تنمية عشيقة مبتذلة - يوشيهيكو كاميغو
- تنمية عشيقة مبتذلة ♭ - يوشيهيكو كاميغو
- متاعب سايكي كوسوؤو - ميتسورو كونغوتشي
- يواموشي بيدال NEW GENERATION - يوتو شينكاي
- يواموشي بيدال GLORY LINE - يوتو شينكاي
- فروتس باسكت 1st season - كيو سوما
- فروتس باسكت 2nd season - كيو سوما
- فروتس باسكت The Final - كيو سوما
- أنسامبل ستارز - جون سازانامي
- ملفات قضايا ريتشارد صائغ المجوهرات - سيغي ناكاتا
- ميكس - سويتشيرو تاتشيبانا
- غيفن - ريتسوكا أوينوياما
- بيستارز - ميغونو
- زويدز وايلد - سولت
- أهيرو نو سورا - موموهارو هانازونو
- غراند بلو - إيوري كيتاهارا
- المشاغب لا يحلم عن فتاة الأرنب سينباي - يوما كونيمي
- أسوماتسو-سان - جوشيماتسو الجديد
- جوجوتسو كايسن - ميغومي فوشيغورو
- بوروتو: ناروتو نكست جينيريشنز - كاواكي
- هاناكو-كن المقيد بالمرحاض - تيرو ميناموتو
- الكابادي المشتعلة - تاتسويا يويغوشي
- إس إس إس إس.داينازينون - أونيجا
- أوريينت - موساشي
- كوتشوكي - إيكيدا تسونيوكي
- سولو ليفينج - سونغ جين هوو

### أفلام أنمي
- أمراء الغناء: كينغدوم - إيجي أوتوري
- المشاغب لا يحلم بفتاة تحلم - يوما كونيمي
- غيفن - ريتسوكا أوينوياما
- أريد أن آكل بنكرياسك - تاكاهيرو

## أدواره في ألعاب الفيديو
- آيدولماستر سايد إم - كاورو ساكورابا
- سكول أوف راغناروك - أوكيو أوروشيهارا

## أدواره في الدبلجة اليابانية
- صراع العروش - تومين باراثيون (الصوت الثالث)
- البرق - أكسل والكر/تريكستر

## وصلات خارجية
- يوما أوتشيدا على موقع IMDb (الإنجليزية)
- يوما أوتشيدا على موقع ميوزك برينز (الإنجليزية)
- يوما أوتشيدا على موقع ديسكوغز (الإنجليزية)
- يوما أوتشيدا على موقع قاعدة بيانات الفيلم (الإنجليزية)
- يوما أوتشيدا على موقع كينوبويسك (الروسية)
- يوما أوتشيدا على موقع ANN person (الإنجليزية)